# أنخيل فرانكو
أنخيل فرانكو (بالإسبانية: Ángel Franco)‏ هو لاعب غولف باراغواياني، ولد في 31 مايو 1958 في أسونسيون في باراغواي.

## وصلات خارجية
- أنخيل فرانكو على موقع رابطة لاعبي الغولف المحترفين (الإنجليزية)
- أنخيل فرانكو على موقع رابطة أوروبا للاعبي الغولف المحترفين (الإنجليزية)
- أنخيل فرانكو على موقع التصنيف العالمي الرسمي للغولف (الإنجليزية)